# Saint Amour (film)
Pour les articles homonymes, voir Saint-Amour.
Pour plus de détails, voir Fiche technique et Distribution.
Saint Amour est une comédie dramatique franco-belge réalisée par Benoît Delépine et Gustave Kervern sortie le 2 mars 2016.

## Synopsis
Comme tous les ans, Bruno, agriculteur quelque peu porté sur la boisson, et son père Jean, éleveur bovin, participent au Salon de l'agriculture à Paris. Alors que Jean voudrait que Bruno reprenne l'exploitation familiale, celui-ci ne pense qu'à noyer son mal-être dans l'alcool au travers d'une route des vins improvisée au sein du salon. Désireux de renouer avec Bruno à la suite de la mort récente de sa femme, Jean propose alors à son fils de réaliser cette route des vins. En compagnie d'un mystérieux chauffeur de taxi prénommé Mike, les deux hommes s'élancent ainsi pour une semaine sur les routes de France...

## Fiche technique
- Titre original : Saint Amour
- Réalisation et scénario : Benoît Delépine et Gustave Kervern
- Musique : Sébastien Tellier
- Photographie : Hugues Poulain
- Son : Guillaume Le Bras, Sébastien Marquilly, Matthieu Michaux, Fabien Devillers
- Affiche de film : Floc'h
- Production : Jean-Pierre Guérin, Benoît Delépine et Gustave Kervern
  - Coproduction : Gérard Depardieu
- Sociétés de production : JPG Films, No Money Productions, Nexus Factory, Umedia, DD Productions, avec la participation de Canal + et France 2, en association avec Cinéventure 1[réf. nécessaire]
- Société de distribution : Le Pacte
- Pays de production :  France et  Belgique
- Langue originale : français
- Genre : comédie dramatique, road-movie
- Budget : 4 millions d'euros[1]
- Dates de sortie :
  - Allemagne : 19 février 2016 (Berlinale)
  - France et Belgique : 2 mars 2016

## Distribution
- Gérard Depardieu : Jean
- Benoît Poelvoorde : Bruno
- Vincent Lacoste : Mike
- Céline Sallette : Venus
- Gustave Kervern : l'oncle
- Ana Girardot : la sœur jumelle
- Chiara Mastroianni : la patronne de la baraque à frites
- Andréa Ferréol : la femme du petit déjeuner
- Izïa Higelin : l'ex de Mike
- Solène Rigot : Jennifer, la serveuse du restaurant
- Michel Houellebecq : le propriétaire de la maison d'hôte
- Ovidie : l'agent immobilier
- Xavier Mathieu : Didier
- Blutch : le gars du stand Alsace
- Stéphanie Pillonca-Kervern : la dame en famille
- Yolande Moreau : la femme de Jean (voix du répondeur)

## Tournage
Pour le film, les réalisateurs Gustave Kervern et Benoît Delépine ont posé leurs caméras dans des vignobles français situés dans le Languedoc, le Bordelais, le Beaujolais, les Pays de Loire et la région Rhône-Alpes.
Une partie du film a également été tournée au Salon de l'agriculture. Gérard Depardieu et Benoît Poelvoorde devaient dès lors apparaître à la dernière minute car ils étaient très vite reconnus et les gens s'approchaient inévitablement.
Lors du tournage, Benoît Poelvoorde n'a pas hésité à boire du vrai vin pour certaines séquences importantes, notamment lors des scènes tournées durant le Salon de l'agriculture, comme le relate Benoît Delépine : « Il faut savoir que cette scène, comme celle des “dix stades de l’alcool”, Benoît l’a jouée très Actors studio. Bref, ce n’est pas du jus de raisin qu’il buvait. Et on voit à l’image que Gustave Kervern lui chuchote ses dialogues tellement il a peur qu’il n’y arrive pas. ».
- Lieux et vignobles utilisés pour le tournage : Saint-Amour, Juliénas (vignoble du Beaujolais), Carcassonne, Saint-Émilion (vignoble de Bordeaux)

## Accueil

### Accueil critique
Sur le site Allociné, le film obtient la note de 3,4/5, à partir de l'interprétation de 34 critiques de presse.
Olivier Bousquet de VSD note le film 5/5, sa réaction étant : « Il souffle sur ce Saint Amour un grand vent de liberté. Celui qui rend les joues roses et pique au nez. Qui enivre aussi, sans pour autant filer la gueule de bois. »
Pour le journal Sud Ouest, lui attribuant la note de 4/5, « Saint-Amour n'est pas un film d'ivrogne ou une pochade de bons vivants. C'est au contraire, dans sa délicatesse, dans sa mélancolie et dans son humour, une comédie au cœur lourd qui se console avec la fiction. Et nous console au passage. »

### Box-office
| Film        | Box-office France. |
| Saint Amour | 552 248 entrées    |

Box-office à l'étranger :
- Allemagne : 5 950 entrées
- Italie : 1 896 entrées

### Distinction
Saint-Amour est sélectionné en hors compétition à la Berlinale.